# Antilopen Gang
Antilopen Gang ist eine deutsche Hip-Hop-Band aus Düsseldorf, Aachen und Berlin. Sie besteht aus den Rappern Koljah (Kolja Podkowik, * 1986), Panik Panzer (Tobias Pongratz) und seinem Bruder Danger Dan (Daniel Pongratz). Das weitere Mitglied NMZS (Jakob Wich) beging 2013 Suizid. Die Gruppe veröffentlicht seit 2020 ihre Werke auf dem eigenen Label „Antilopen Geldwäsche“. Koljah lebt in Düsseldorf, die anderen beiden Bandmitglieder in Berlin, wo sich auch das Studio befindet.

## Bandgeschichte
Unter dem Namen Caught in the Crack veröffentlichten die Musiker der späteren Antilopen Gang 2005 und 2008 jeweils ein parodistisches Gangsta-Rap-Album. Dabei nannte sich Panik Panzer Brrrakkk Spencer, Koljah Johnny Volldepp und Danger Dan Dan Juan de Marcos. Auf der Webseite der Band sind diese Alben als Free-Download zu finden. Weitere Mitglieder der damaligen Anti Alles Aktion hatten Gastauftritte, unter anderem NMZS (Young Geezus).
Die Antilopen Gang wurde 2009 von den Rappern Danger Dan, Koljah, NMZS und Panik Panzer gegründet. Alle vier waren zuvor auch Teil der Formation Anti Alles Aktion (AAA), Danger Dan und Panik Panzer sind zudem Geschwister. Über den Bandnamen gaben die Rapper verschiedene kuriose und ironische Erklärungen in Interviews (so erzählten sie etwa schon von einem inspirierenden Restaurantbesuch mit Antilopenfleisch oder prägenden Erlebnissen in Pfadfindergruppen).
Das erste Album Spastik Desaster erschien zum Jahreswechsel 2009/2010 als freier Download. Bekannt wurde die Gruppe durch den Internet-Hit Fick die Uni. Anschließend erschienen diverse Solo- und Kollaboalben der Gruppenmitglieder. Die Antilopen Gang tourte im deutschsprachigen Raum. Im März 2013 nahm sich NMZS das Leben; die Band fiel zunächst in eine Krise. Posthum wurde von seinen Bandkollegen sein Soloalbum Der Ekelhafte veröffentlicht.
2014 unterschrieb die Antilopen Gang einen Vertrag beim Label JKP der Band Die Toten Hosen. Am 24. Oktober 2014 erschien die Download-Single Beate Zschäpe hört U2, die das Wiedererstarken des Rechtsextremismus in der Bundesrepublik Deutschland behandelt.
Der Moderator Ken Jebsen als Betreiber des ebenfalls in dem Stück erwähnten Portals KenFM mahnte die Antilopen Gang ab. Diese zeigte sich „belustigt […], dass ausgerechnet der Typ, der ständig mit den abenteuerlichsten Anschuldigungen […] gegen politische Gegner schießt, sofort schwerste rechtliche Geschütze auffährt […], wenn er sich mal selbst betroffen fühlt.“ Als Jebsen eine einstweilige Verfügung gegen die Band beantragte, bezweifelte das Landgericht Köln wegen „Äußerungen […] in der Vergangenheit“ und „unter besonderer Berücksichtigung“ des Grundrechtes auf Kunstfreiheit dessen Anspruch, woraufhin er seinen Antrag im Dezember 2014 wieder zurückzog. Ihm wurde die Begleichung sowohl der Gerichts- wie auch der Anwaltskosten der Antilopen-Gang-Mitglieder auferlegt, was zeigt, dass das Gericht von einer Aussichtslosigkeit der Klage ausging.
Am 7. November 2014 erschien das Album Aversion über JKP im Vertrieb der Warner Music Group. Es ist ihrem verstorbenen Mitglied NMZS gewidmet.
Für die Partei für Arbeit, Rechtsstaat, Tierschutz, Elitenförderung und basisdemokratische Initiative (Die PARTEI) nahm die Antilopen Gang 2015 gemeinsam mit den bereits für die PARTEI in Erscheinung getretenen Musikern Bela B und Slime das Parteilied auf. Es handelt sich um eine Parodie auf das Lied der Partei der SED und wurde in Werbespots und auf Veranstaltungen genutzt. Spätestens seit 2018 distanzieren sich Mitglieder der Gang öffentlich von der PARTEI.
Im Januar 2017 verkündete die Formation, dass man zusätzlich zum neuen Album Anarchie und Alltag zwölf alte Lieder als Punkrockversionen neu arrangiert und aufgenommen habe und diese unter Mitwirkung von Gastsängern aus der (Deutsch-)Punk-Szene als Bonusalbum unter dem Namen Atombombe auf Deutschland veröffentlichen werde. Das Album stieg auf Platz eins der Deutschen Musikcharts ein.
Die Antilopen Gang war 2017 mit ihrem Album Anarchie und Alltag für den Echo in der Kategorie „Kritikerpreis national“ nominiert. Dazu teilte die Band mit, dass sie der Echoverleihung 2017 fernbleiben werde, da an diesem Abend ihre Lieblingsfernsehsendung Alarm für Cobra 11 – Die Autobahnpolizei laufe, welche sie nicht verpassen wolle.
Am 24. Januar 2020 erschien ihr viertes Album Abbruch Abbruch, und bereits ein halbes Jahr später, am 21. August 2020, folgte das fünfte Album Adrenochrom. Dieses war spontan während des Corona-Lockdowns entstanden und wurde ohne Ankündigung, Promotion und als reine Digitalveröffentlichung, allerdings mit einem Single-Musikvideo und über das neu gegründete Label Antilopen Geldwäsche publiziert. Im Mai 2020 wurde der nach einem Zitat von Harald Schmidt benannte Disstrack Kleine miese Type gegen Oliver Pocher veröffentlicht, in dem Kritik der Aktivistin Huschke Mau an Pochers Outing einer Ex-Prostituierten aufgegriffen wurde.
Die für März/April 2021 geplante Tournee Aufbruch, Aufbruch durch ganz Deutschland wurde wegen der Covid-Pandemie auf 2022 verschoben. Am 24. Dezember 2021 erschien das Album Antilopen Geldwäsche Sampler 1.
Am 5. April 2024 erschien das Lied Oktober in Europa gegen Antisemitismus während des Kriegs in Israel und Gaza, das kontrovers diskutiert wurde.
Am 13. September 2024 veröffentlichte die Antilopen Gang das Doppelalbum Alles muss repariert werden, bestehend aus einer Hip-Hop-Platte und einer Punk-Platte.

## Preise und Auszeichnungen
2015
- New Music Award[30][31]
- VIA Award in der Kategorie „Bester Newcomer“[32]
- Amadeu-Antonio-Preis[33]

2021
- VIA Award in der Kategorie „Best New Music Business“ (mit ihrem Label Antilopen Geldwäsche)[34]

## Diskografie

### Alben
- 2014: Aversion
- 2015: Abwasser
- 2017: Anarchie und Alltag
- 2020: Abbruch Abbruch
- 2020: Adrenochrom
- 2021: Antilopen Geldwäsche Sampler 1
- 2024: Alles muss repariert werden

### Singles und Musikvideos
- 2013: Chabos wissen wer die Uni fickt (Live)
- 2014: Der goldene Presslufthammer
- 2014: Outlaws
- 2014: Beate Zschäpe hört U2
- 2015: Verliebt
- 2015: Enkeltrick
- 2016: Das Trojanische Pferd
- 2017: Pizza (feat. Bela B)
- 2017: Patientenkollektiv
- 2017: Liebe Grüße (mit Fatoni)
- 2017: Baggersee
- 2019: 2013
- 2019: Wünsch dir nix
- 2019: Lied gegen Kiffer
- 2020: Der Ruf ist ruiniert
- 2020: Bang Bang
- 2020: Trenn dich
- 2020: Army Parka
- 2021: Antilopen Geldwäsche
- 2024: Oktober in Europa
- 2024: Muttertag
- 2024: Sympathie für meine Hater
- 2024: Oberbürgermeister
- 2024: Für wenige
- 2024: Der Romantische Mann (Panik Panzer-Solotrack)
- 2024: Weg von hier (Koljah-Solotrack)
- 2024: American Fitness am Hermannplatz (Danger Dan-Solotrack)

#### Freetracks
- 2013: Niemand peilt die Gang (MeinRap.de Exclusive)
- 2013: Leben und Streben des Friedrich Kautz (Disstrack gegen Prinz Pi)
- 2014: Vorurteile Pt. II (Juice-Premiere, feat. Fatoni & Juse Ju)
- 2020: Kleine miese Type (Disstrack gegen Oliver Pocher)[36]

### Solo- und Kollaboveröffentlichungen

#### Vor Gründung der Antilopen Gang
- 2007: Panik & Koljah: Mut zur Blamage (EP, CD)
- 2007: NMZS: Trash (EP, Free Download)
- 2008: Koljah, NMZS & Tai Phun: L’avantgarde – Gute Sprüche 05-07 (CD)
- 2008: Danger Dan: Coming Out (EP, Free Download)
- 2008: NMZS & SZMN: Robopommes (EP, Free Download)

#### Nach Gründung der Antilopen Gang
- 2009: Panik, Koljah & NMZS: Spastik Desaster (CD & Free Download)
- 2010: Koljah & Danger Dan: Traurige Clowns (EP, Free Download)
- 2010: Koljah, NMZS & Pitlab: L’avantgarde – das Remixtape (Free Download)
- 2010: Koljah: Publikumsbeschimpfung (CD & Free Download)
- 2011: NMZS & Koljah: Motto Mobbing (CD & Free Download)
- 2011: NMZS: Egotrip (EP, Free Download)
- 2012: Danger Dan: Dinkelbrot und Ölsardinen (EP, CD & Free Download)
- 2012: NMZS & Danger Dan: Aschenbecher (CD & Free Download)
- 2013: NMZS: Der Ekelhafte (CD & Free Download)
- 2018: Danger Dan: Reflexionen aus dem beschönigten Leben (CD, Vinyl & Download)
- 2019: Koljah: Aber der Abgrund (Vinyl & Download)
- 2021: Danger Dan: Das ist alles von der Kunstfreiheit gedeckt (CD, Vinyl & Download)
- 2022: Koljah & Bobby Fletcher: Vielleicht ist es besser so

#### Singles und Videos
- 2010: Traurige Clowns (Koljah & Danger Dan)
- 2011: Motto Mobbing (Koljah & NMZS)
- 2011: Kommentarfeld (Koljah & NMZS)
- 2011: Egotrip (NMZS)
- 2011: Viel zu viel (NMZS)
- 2012: Ölsardinenindustrie (Danger Dan)
- 2012: Kontaktanzeige (NMZS & Danger Dan)
- 2012: So ungefähr (NMZS & Danger Dan)
- 2012: Lebensmotto Tarnkappe (NMZS & Danger Dan)
- 2012: Der Promomove (NMZS)
- 2013: Intro (Der Ekelhafte) (NMZS)
- 2013: Sarkophag (NMZS)
- 2014: Vorurteile Pt. II (Fatoni feat. Antilopen Gang & Juse Ju)
- 2018: Sand in die Augen (Danger Dan)
- 2018: Eine aufs Maul (Danger Dan)
- 2019: Hauptsache Kohle (Koljah)
- 2019: Antithese (Koljah)
- 2021: Lauf davon (Danger Dan)
- 2021: Das ist alles von der Kunstfreiheit gedeckt (Danger Dan)
- 2021: Eine gute Nachricht (Danger Dan)
- 2021: Mir kann nichts passieren (Danger Dan mit Max Herre; #1 der deutschen Single-Trend-Charts am 22. Oktober 2021[37])
- 2021: DIY CEO / Sí claro (Panik Panzer, letzteres mit Fatoni)
- 2021: Nazis rein (Koljah)
- 2021: Filmriss (Danger Dan, Coverversion von Knochenfabrik)
- 2022: Alles soll dunkel sein (Koljah & Bobby Fletcher)
- 2022: Die fette Lady (Koljah & Bobby Fletcher)
- 2022: Der Stoff aus dem Legenden sind (Koljah & Bobby Fletcher; Video mit Rocko Schamoni)
- 2022: Sowas von nichts  (Koljah & Bobby Fletcher feat. Illmatic)

### AlsCaught in the Crack
- 2005: Alles vorbei
- 2008: Es wird wie ein Unfall aussehen (kostenloser Download)

## Belege
1. ↑  taz: Testosteron der Adoleszenz
2. ↑  Frank Weiffen: „Wir sind ja nicht die typischen Gangster-Rapper“. Artikel vom 28. März 2005 im Portal wz-newsline.de, abgerufen am 28. März 2015
3. ↑  Album der Woche - Die Antilopen werden flügge. In: WDR. 3. Januar 2022, abgerufen am 18. Mai 2022.
4. ↑  Jan Müller & Studio Bummens: Reflektor Klub Select: Koljah (Antilopen Gang). Abgerufen am 7. April 2024.
5. ↑  Website von Caught in the Crack
6. ↑  Interview: Antilopen Gang über ihre Gründung, Label-Deal, Prinz Pi Diss-Track und "Aversion". (YouTube) 25. Oktober 2014, abgerufen am 11. November 2014.
7. ↑  Interview: Antilopen Gang über den Bandnamen ab 4:10. (YouTube) Abgerufen am 30. Mai 2015.
8. ↑  10 Jahre Fick die Uni. In: akduell.de, 19. Dezember 2019: „Fick die Uni war der Initialzünder, dass man dann plötzlich ein Publikum hatte und dass mehr Leute Lust hatten, zu einem Auftritt zu kommen.“
9. ↑  ANTILOPEN GANG - 1LIVE - Die Dunkle Seite. In: 1LIVE - Die Dunkle Seite. (1live.de [abgerufen am 21. März 2018]).
10. ↑  "Beate Zschäpe hört U2" erscheint auf Tote-Hosen-Label. Stern, 5. November 2014, abgerufen am 7. November 2014.
11. ↑  Ken Jebsen lässt Antilopen Gang wohl abmahnen. In: Der Tagesspiegel, 21. November 2014.
12. ↑  Kein Songverbot für die „Antilopen Gang“: Ken Jebsen scheitert vor Gericht. In: wzonline.de. Wilhelmshavener Zeitung, 10. Februar 2015, archiviert vom Original (nicht mehr online verfügbar) am 15. Februar 2015; abgerufen am 15. Februar 2015.
13. ↑  Slime, Antilopen Gang und Bela B. featuring Die PARTEI. In: die-partei.de. Die PARTEI, 19. September 2015, abgerufen am 17. Januar 2017.
14. ↑  Das Lied der PARTEI (SLIME, ANTILOPEN GANG, BELA B) am Tag der Zweiheit 2015 in Frankfurt. (YouTube) 25. Januar 2016, abgerufen am 17. Januar 2017.
15. ↑  Koljah: "Endlich aus der PARTEI ausgetreten". In: Facebook. 18. April 2018, abgerufen am 7. Dezember 2021.
16. ↑  Die Jugendredaktion: Antilopen Gang: „Wir sind unsere eigene Deppenecke im Rap“. In: Spreewild. 23. Januar 2020, abgerufen am 7. Dezember 2021 (deutsch).
17. ↑  Atombombe auf Deutschland – Punkrock-Album der Antilopen Gang. In: getaddicted.org. Abgerufen am 2. Januar 2017.
18. ↑  Die Antilopen Gang mit „Anarchie und Alltag“ auf Platz eins der Charts. In: Rolling Stone. 30. Januar 2017 (rollingstone.de [abgerufen am 10. Mai 2017]).
19. ↑  Antilopen Gang erobert Platz eins der Charts. In: T-Online.de. 27. Januar 2017, abgerufen am 10. Mai 2017.
20. ↑  Clark Senger: Antilopen Gang feiert Deutschraps erstes Nummer-1-Album 2017. In: Hiphop.de. 27. Januar 2017, abgerufen am 10. Mai 2017.
21. ↑  Bundesverband Musikindustrie: Line-up des ECHO 2017 komplett. 2017 (musikindustrie.de [abgerufen am 10. Mai 2017]).
22. ↑  Jonas Leppin: Echo-Verleihung 2017: Ü-50-Party ohne Hall. In: Spiegel Online. 7. April 2017, abgerufen am 10. Mai 2017.
23. ↑  Echo 2017: Preisverleihung heute in Berlin – Unser Mann in mehreren Jurys. In: tz. 31. März 2017 (tz.de [abgerufen am 10. Mai 2017]).
24. ↑  Antilopen Gang – Adrenochrom. Abgerufen am 13. April 2021.
25. ↑  Sophia Zessnik: "Kleine miese Type": Die Antilopen Gang disst Oliver Pocher in ihrem neuen Song. In: ze.tt. 7. Mai 2022, abgerufen am 30. Juni 2022: „Am Ende greifen die drei Rapper ein Statement der Aktivistin Huschke Mau auf.“
26. ↑  Antilopen Gang kündigt Tour für 2021 an und veröffentlichen ihr neues Album (Memento vom 21. Oktober 2020 im Internet Archive), gringoz-magazine.de vom 21. August 2020, abgerufen am 3. Oktober 2020
27. ↑  Von "rassistische Propaganda" bis "bin tief berührt": Antilopen-Gang entfacht Diskussion. 6. April 2024, abgerufen am 20. April 2024.
28. ↑  "Oktober in Europa": Diskussion um neuen Song der Antilopen Gang. 8. April 2024, abgerufen am 20. April 2024.
29. ↑  Antilopen Gang :: ALLES MUSS REPARIERT WERDEN. In: Musikexpress. 13. September 2024, abgerufen am 19. September 2024 (deutsch).
30. ↑  Antilopen Gang holt New Music Award. Artikel vom 10. Oktober 2015 im Portal rp-online.de, abgerufen am 10. Oktober 2015
31. ↑  Antilopen Gang setzt sich beim New Music Award durch (Memento vom 10. Oktober 2015 im Webarchiv archive.today). Artikel vom 10. Oktober 2015 im Portal rbb-online.de, abgerufen am 10. Oktober 2015
32. ↑  Verena Blättermann: Gewinner_innen der VIA! VUT Indie Awards 2015 in Hamburg verkündet. In: vut.de. 25. September 2015, abgerufen am 22. März 2016.
33. ↑  Amadeu Antonio Preis 2015. In: Website des Amadeu Antonio Preises. Abgerufen am 4. Oktober 2017.
34. ↑  Danger Dan mit mehreren Musikpreisen ausgezeichnet. In: DIE ZEIT. 24. September 2021, abgerufen am 1. Oktober 2021.
35. ↑  Chartquellen: DE AT CH
36. ↑  Antilopen Gang disst Comedian: "Falls eine Influencerin sich umbringt, ist Oli Pocher schuld". In: stern.de, 7. Mai 2020, abgerufen am 3. Oktober 2020
37. ↑  Offizielle Single Trending Charts. In: mtv.de. 22. Oktober 2021, abgerufen am 22. Oktober 2021.